# The Chicken in the Case
The Chicken in the Case er en amerikansk stumfilm fra 1921 af Victor Heerman.

## Medvirkende
- Owen Moore som Steve Perkins
- Vivia Ogden som Sarah
- Teddy Sampson som Winnie Jones
- Edgar Nelson som Percival Jones
- Katherine Perry som Ruth Whitman
- Linus Aaberg som Maj. Whitman